# Julvisa i Finnmarken
Julvisa i Finnmarken, med underrubriken eller beskrivningen Att sjungas vid bordet till mörkt öl, är en dikt av Dan Andersson ur den postumt publicerade samlingen Efterlämnade dikter. 
Texten, ovanligt kärv för en julsång, är på samma gång en melankolisk midvinterbetraktelse över flydd sommar och kärlek och en indignerad appell till solidaritet med de fattiga och utblottade. Dikten avslutas försonligt i en uppmaning att höja våra stop för julen, i en fras som innehåller det för tiden mycket laddade ordet kamrat.
Dikten kanske mest är känd som sång, i Thorstein Bergmans tonsättning. Bland de som spelat in sången på skiva finns utöver Bergman själv, Sofia Karlsson på sin Dan Andersson-skiva Svarta ballader, Staffan Hellstrand, Sven-Bertil Taube och 70-tals-proggruppen Låt & Trall. Dikten är översatt till engelska av Fred Lane, som sjöng in "Christmas Song in Finnmark" på sin LP Swedish Songs (1974). Tommy Tabermann och Hector har översatt dikten till finska och Hector har sjungit in den under rubriken "Joululaulu Finnmarkenissa" på sin LP Ruusuportti (1979).